# Nytjärnen (Alfta socken, Hälsingland)
Nytjärnen är en sjö i Ovanåkers kommun i Hälsingland och ingår i Dalälvens huvudavrinningsområde. Sjöns area är 0,01 kvadratkilometer och den befinner sig 356 meter över havet.